# Harald Østberg Amundsen
Harald Østberg Amundsen, född 18 september 1998, är en norsk längdåkare. Vid VM i Oberstdorf 2021 blev han bronsmedaljör i herrarnas 15 km i fristil.
Amundsen har även nått stora framgångar i världsmästerskap för juniorer och U23-klassen, där han har vunnit åtta medaljer varav fem guld.

## Resultat

### Världsmästerskap
| Tävling         | 10 km | Skiathlon | 30 km | Sprint | Stafett | Lagsprint |
| --------------- | ----- | --------- | ----- | ------ | ------- | --------- |
| Oberstdorf 2021 | Brons | —         |       | —      |         | —         |